# Khama Billiat
Khama Billiat (ur. 19 sierpnia 1990 w Harare) – zimbabwejski piłkarz występujący zwykle na pozycji ofensywnego pomocnika.
Billiat karierę rozpoczynał w rodzimych klubach. W 2010 roku trafił do Ajaksu Kapsztad, a po trzech sezonach przeszedł do Mamelodi Sundowns FC. Z klubem tym dwukrotnie zdobył mistrzostwo Republiki Południowej Afryki (w latach 2014 i 2016) oraz wywalczył Puchar RPA (2015). W sezonie 2015/16 został wybrany najlepszym zawodnikiem Premier Soccer League. W 2016 roku zaś wygrał Afrykańską Ligę Mistrzów. Dzięki zdobyciu tytułu najlepszego klubu na kontynencie, Mamelodi zagrało w Klubowych Mistrzostwach Świata 2016. Billiat wystąpił zarówno w przegranym 0:2 ćwierćfinale z Kashima Antlers, jak w również przegranym (1:4) spotkaniu o piąte miejsce z Jeonbuk Hyundai Motors. W latach 2018–2023 grał w Kaizer Chiefs FC. 
W reprezentacji Zimbabwe zadebiutował 26 marca 2011 w przegranym 0:1 meczu z Mali. Został powołany na Puchar Narodów Afryki 2017.